# Macuquinho-preto-baiano
Scytalopus gonzagai, popularmente denominado macuquinho-preto-baiano, é uma espécie de ave da família Rhinocryptidae. Endêmica do Brasil, onde pode ser encontrada no estado da Bahia.